# Državnozborske volitve v Sloveniji 2014
8. demokratične volitve v Državni zbor Republike Slovenije so potekale 13. julija 2014 in so odločile o devetdesetih članih državnega zbora. Redne volitve so bile sicer predvidene za leto 2015, štiri leta po volitvah leta 2011, vendar je po odstopu Alenke Bratušek, potem, ko sedem dni po odstopu ni bil predlagan nov mandatar, predsednik republike Borut Pahor oznanil, da bo 1. junija razpustil parlament in razpisal volitve za 13. julij. To so bile druge predčasne državnozborske volitve v zgodovini samostojne Slovenije.

## Volilna udeležba
Iz tabele je razvidno, koliko ljudi je oddalo glas do določene ure. Na volitvah je imelo pravico glasovati skupaj 1.714.476 volivcev. Končna volilna udeležba je znašala 51,73 %.
| Ura                            | Št. volivcev | %     |
| ------------------------------ | ------------ | ----- |
| Predčasno glasovanje           | 66.754       | 3,90  |
| 11.00                          | 264.359      | 15,43 |
| 16.00                          | 610.991      | 35,67 |
| 19.00                          | 873.530      | 50,99 |
| Končna uradna volilna udeležba | 886.124      | 51,73 |

Predčasnih volitev, ki so potekale od 8. do 10. julija, se je udeležilo rekordno število volivcev, več kot dvakrat toliko kot na parlamentarnih volitvah leta 2011.
Po pošti iz Slovenije je glasove oddalo 1749 ljudi. Največ glasov po pošti je prav tako prejela Stranka Mira Cerarja, drugi je bil DeSUS, tretji pa SDS.

### Volilna udeležba po volilnih enotah[5]
| Volilna enota      | Št. volilnih upravičencev | Udeležba | Odstotek udeležbe (%) |
| ------------------ | ------------------------- | -------- | --------------------- |
| Kranj              | 209.804                   | 111.575  | 53,18                 |
| Postojna           | 211.296                   | 104.630  | 49,52                 |
| Ljubljana-Center   | 215.631                   | 120.410  | 55,84                 |
| Ljubljana-Bežigrad | 225.089                   | 120.990  | 53,57                 |
| Celje              | 216.009                   | 111.264  | 51,51                 |
| Novo mesto         | 205.340                   | 102.580  | 49,96                 |
| Maribor            | 214.699                   | 103.416  | 48,17                 |
| Ptuj               | 215.192                   | 98.665   | 45,58                 |

## Rezultati
V tabeli so objavljeni rezultati po objavi Državne volilne komisije.
| Stranka | Stranka  | Stranka                                    | Rezultati  | Rezultati | Rezultati   | Rezultati |
| Stranka | Stranka  | Stranka                                    | Št. glasov | %         | Št. sedežev | +/-       |
| ------- | -------- | ------------------------------------------ | ---------- | --------- | ----------- | --------- |
|         | SMC      | Stranka Mira Cerarja                       | 301.563    | 34,49     | 36 / 90     | na novo   |
|         | SDS      | Slovenska demokratska stranka              | 181.052    | 20,71     | 21 / 90     | 5         |
|         | DeSUS    | Demokratična stranka upokojencev Slovenije | 88.968     | 10,18     | 10 / 90     | 4         |
|         | SD       | Socialni demokrati                         | 52.249     | 5,98      | 6 / 90      | 4         |
|         | ZL       | Koalicija Združena levica (DSD, IDS, TRS)  | 52.189     | 5,97      | 6 / 90      | 6         |
|         | NSi      | Nova Slovenija - krščanski demokrati       | 48.846     | 5,59      | 5 / 90      | 1         |
|         | ZaAB     | Zavezništvo Alenke Bratušek                | 38.293     | 4,38      | 4 / 90      | na novo   |
|         |          |                                            |            |           |             |           |
|         | NS       | Italijanska in madžarska narodna skupnost  |            |           | 2 / 90      | 0         |
|         |          |                                            |            |           |             |           |
|         | SLS      | Slovenska ljudska stranka                  | 34.548     | 3,95      | 0 / 90      | 6         |
|         | PS       | Pozitivna Slovenija                        | 25.975     | 2,97      | 0 / 90      | 28        |
|         | SNS      | Slovenska nacionalna stranka               | 19.218     | 2,20      | 0 / 90      | 0         |
|         | PSS      | Piratska stranka Slovenije                 | 11.737     | 1,34      | 0 / 90      | na novo   |
|         | Verjamem | Stranka Verjamem                           | 6.800      | 0,78      | 0 / 90      | na novo   |
|         | DL       | Državljanska lista                         | 5.556      | 0,64      | 0 / 90      | 8         |
|         | Zeleni   | Zeleni Slovenije                           | 4.629      | 0,53      | 0 / 90      | 0         |
|         | EDNS     | Enakopravni deželani - Naprej Slovenija    | 2.125      | 0,24      | 0 / 90      | 0         |
|         | LGS      | Liberalno gospodarska stranka              | 458        | 0,05      | 0 / 90      | 0         |
|         | SHS      | Stranka Humana Slovenija                   | 85         | 0,01      | 0 / 90      | 0         |

| 36  | 21  | 10    | 6  | 6  | 5   | 4    |
| SMC | SDS | DeSUS | SD | ZL | NSi | ZaAB |

## Volilni sistem
Volitve v Državni zbor Republike Slovenije potekajo po proporcionalnem sistemu s preferenčnim glasovanjem v 8 volilnih enotah, sestavljenih iz 11 volilnih okrožij. V vsaki volilni enoti je razdeljenih 11 poslanskih mandatov (eden na okrožje), ki se na ravni volilne enote in nato države delijo med politične stranke, sorazmerno z deležem oddanih glasov, ki jih prejme stranka in med kandidate znotraj strank glede na preference volivcev; tako bo razdeljenih 88 poslanskih mandatov.
Hkrati ločeno potekajo še volitve dveh poslancev narodnih skupnosti (italijanske in madžarske), ki pa sta izvoljena po večinskem volilnem sistemu v dveh posebnih volilnih enotah (tj. enotah narodnih skupnosti), kar pomeni, da imajo člani narodnih skupnosti vsak po dva glasova na volitvah v DZ (gre za pozitivno diskriminacijo).
Volilni prag za vstop v parlament je 4 %.

## Volilni koledar
- 1. junij: predsednik Borut Pahor razpusti državni zbor
- 2. junij: teči začnejo roki za volilna opravila
- 18. junij: stranke morajo oddati vlogo za kandidiranje na volitvah
- 11. julij: dan, ko napoči predvolilni molk
- 13. julij: dan, ko bodo v Sloveniji potekale predčasne volitve v državni zbor

Napovedani datum volitev je sprožil nekaj polemik, saj naj bi razpis sredi poletja, ko je mnogo državljanov na dopustu, kršil njihovo volilno pravico. Krščanski socialisti Slovenije, skupina državljanov s prvopodpisano Spomenko Hribar in nepovezani poslanec Ivan Vogrin so zato na Ustavno sodišče vložili vsak svojo zahtevo za presojo ustavnosti datuma, ki pa jih je sodišče zavrglo oziroma zavrnilo.

## Javnomnenjske raziskave
Pregled javnomnenskih raziskav: Še preden je bila ustanovljena stranka Mira Cerarja so ji ankete napovedovale visoko uvrstitev na državnozborskih voltivah. Vse ankete so napovedale zmago SMC-ja na predčasnih volitvah. Drugo mesto je po vseh anketah osvojila SDS, v parlament bi se prebile še SD in DeSUS. Ostale stranke NSi, SLS, ZaAB in PS pa bi se po nekaterih anketah v parlament uvrstile, po nekaterih ne. Nekatere ankete precej odstopajo od drugih, vendar na vseh je zmagala Stranka Mira Cerarja.
| Datum         | Vir             | PS  | SDS  | SD   | DL  | DeSUS | SLS | NSi | ZaAB | SMC  | Verjamem | LDS | ZL  | SNS | Zares | Drugo | Ne vem | Ne bi se udeležil volitev | Ne želim odgovoriti |
| ------------- | --------------- | --- | ---- | ---- | --- | ----- | --- | --- | ---- | ---- | -------- | --- | --- | --- | ----- | ----- | ------ | ------------------------- | ------------------- |
| 9. junij 2014 | Delo            | 1,7 | 13,1 | 6,5  | 0,5 | 4,9   | 1,4 | 3,7 | 4,5  | 16,9 | –        | 0,1 | –   | 1,5 | 0,3   | 16,8  | 38,3   | 38,3                      |                     |
| 12. junij     | Mediana         | 2,1 | 15,1 | 7,0  | 0,7 | 5,9   | 3,4 | 3,3 | 2,5  | 19,3 | 1,8      | 0,6 | 1,3 | 1,6 | 1,0   | 6,7   | 9,2    | 19,4                      |                     |
| 13. junij     | Dnevnik         | 4,2 | 25,7 | 10,0 | 0,7 | 7,4   | 4,2 | 4,4 | 4,0  | 32,3 | 2,0      | –   | 2,0 | –   | –     | 2,4   | 5,0    | 19,0                      |                     |
| 14. junij     | Planet Siol     | 1,8 | 21,1 | 7,2  | 0,6 | 7,5   | 2,9 | 6,1 | 2,5  | 31,5 | 0,9      | –   | 2,5 | 0,6 | –     | 2,0   | 2,3    | 22,0                      |                     |
| 16. junij     | Delo            | 2,0 | 11,0 | 8,0  | 1,0 | 5,0   | 2,0 | 3,0 | 5,0  | 41,0 | 1,4      | –   | –   | 1,0 | –     | 1,0   | 21,0   | 19,0                      |                     |
| 16. junij     | Slovenski utrip | 1,2 | 16,1 | 9,7  | 0,7 | 3,7   | 2,1 | 3,7 | 1,9  | 24,3 | 2,3      | –   | –   | 1,4 | –     | 1,0   | 24,2   | 27,1                      |                     |
| 16. junij     | Mediana         | 3,5 | 20,6 | 10,5 | 1,0 | 8,4   | 5,1 | 3,3 | 4,8  | 33,9 | 1,3      | –   | 2,7 | 1,1 | –     | 2,4   | 2,6    | 3,1                       |                     |
| 16. junij     | Delo            | 1,3 | 17,9 | 9,8  | 1,0 | 6,2   | 1,0 | 4,2 | 1,7  | 26,2 | 0,8      | –   | 1,1 | 0,3 | 0,6   | –     | 25     | 23,5                      |                     |
| 3. julij      | Ninamedia       | 1,4 | 15,1 | 3,6  | 0,2 | 5,1   | 1,8 | 2,5 | 1,5  | 16,4 | 0,0      | –   | –   | –   | –     | –     | –      | –                         |                     |
| 4. julij      | Mediana         | 2,2 | 15,9 | 7,7  | 0,9 | 10,1  | 4,1 | 7,6 | 5,1  | 38,2 | 0,5      | –   | 2,6 | 1,7 | –     | –     | 32,2   | –                         |                     |
| 11. julij     | RTVSLO          | 4,0 | 23,7 | 6,0  | 0,6 | 12,2  | 3,7 | 5,7 | 3,0  | 32,4 | 0,8      | –   | 2,5 | 3,6 | –     | –     | 7,0    | 15,8                      |                     |
| 11. julij     | Mladina         | 2,5 | 26,6 | 7,9  | 0,5 | 11,7  | 3,2 | 4,7 | 4,0  | 33,2 | 0,9      | –   | 3,6 | 3,1 | –     | –     | –      | 25,0                      |                     |